# Vento Aureo
Vento Aureo (黄金の風, Ōgon no Kaze, lit. "Golden Wind"), també conegut com Vento Aureo, és el cinquè arc de la història de la sèrie de manga japonesa JoJo's Bizarre Adventure, escrit i il·lustrat per Hirohiko Araki. Va ser serialitzat a Weekly Shōnen Jump durant una mica menys de 4 anys, des del 20 de novembre de 1995 fins al 5 d'abril de 1999. A la seva publicació original, s'anomenava JoJo's Bizarre Adventure Part 5 Giorno Giovanna: Golden Heritage. Dins Golden Wind, el títol de JoJo's Bizarre Adventure es mostra en italià, com Le Bizzarre Avventure di GioGio.
Com que és la cinquena part de la sèrie, els 155 capítols reprenen on va quedar el quart i estan numerats del 440 al 594, amb els volums tankōbon numerats del 47 al 63. Va ser precedit per Diamond Is Unbreakable i seguit per Stone Ocean. Una adaptació d'anime de David Production, JoJo's Bizarre Adventure: Golden Wind, es va emetre a la televisió des d'octubre de 2018 fins a juliol de 2019. L'agost de 2021 va començar a publicar-se una edició de tapa dura del manga en anglès per Viz Media.